# پیوس دوم
پاپ پیوس دوم (به انگلیسی: Pius II) (تولد ۱۸ اکتبر ۱۴۰۵ - درگذشته ۱۴ اوت ۱۴۶۴) یکی از پاپ‌های کلیسای کاتولیک رم بود که در ایتالیا به دنیا آمد و از ۱۴۵۸ تا ۱۴۶۴ میلادی پاپ بود.